# 貓狗棋
貓狗棋（SNORT、Cats & Dogs），是Simon Norton在1970年代推出的兩人棋類遊戲，可作紙筆遊戲，在葡萄牙有舉辦比賽

## 棋具
- 8*8方格棋盤。
- 每方棋子以顏色區分，各代表貓、狗。

## 規則
- 雙方必須輪流下一己子於空格處，鄰邊格不能有敵棋。
- 無法行棋者輸掉遊戲[2]。

## 外部連結
- 遊戲介紹 （页面存档备份，存于）
- 遊戲下載